# Porcullosoma castaneum
Porcullosoma castaneum är en mångfotingart som först beskrevs av Kraus 1954.  Porcullosoma castaneum ingår i släktet Porcullosoma och familjen orangeridubbelfotingar. Inga underarter finns listade i Catalogue of Life.